# Ballet bleu
Pour les articles homonymes, voir Ballet bleu (pédophilie).
Ballet bleu (The Bombshell) est un roman policier de l’écrivain australien Carter Brown publié en 1960 en Australie et aux États-Unis. Le livre paraît en France en 1960 dans la Série noire. La traduction, prétendument "de l'américain", est signée Renée Vavasseur. C'est une des nombreuses aventures du lieutenant Al Wheeler, bras droit du shérif Lavers dans la ville californienne fictive de Pine City - la onzième traduite en français aux Éditions Gallimard. Le héros est aussi le narrateur.

## Résumé
Al Wheeler est renvoyé par le shérif Lavers à sa Brigade Criminelle d'origine, où le Capitaine Parker lui confie le dossier d'une disparition. En fait, il s'agit d'envoyer Wheeler affronter Martin Grossman, qui possède journaux, télés, radios, fait et défait les personnalités politiques, et donne ses ordres au district attorney. Toute enquête officielle se termine devant le portail de son château, et Lavers et Parker espèrent qu'Al Wheeler fera mieux avec ses méthodes personnelles, quitte à être désavoué et exclu de la police en cas de problème... Le lieutenant risque même sa vie, sans autre appui réel que celui d'une dame brune (pour changer), riche et audacieuse. Raisonnable aussi : si elle aide Wheeler dans des illégalités qui vont jusqu'à faire témoigner une morte, elle l'empêche de régler ses comptes de façon expéditive, dans une histoire à la tonalité plus sombre que la plupart des autres romans de la série. D'ailleurs, Al Wheeler ne cesse d'écouter le disque de Billie Holiday : Sombre dimanche.

## Personnages
- Al Wheeler, lieutenant enquêteur au bureau du shérif de Pine City.
- Le shérif Lavers.
- Annabelle Jackson, secrétaire du shérif.
- Capitaine Parker, de la Brigade Criminelle.
- Lieutenant Hammond, de la Brigade Criminelle.
- Le sergent Bannister.
- Lily Teal, vendeuse dans une joaillerie, disparue.
- Loïs Teal, sa sœur, vendeuse dans la même joaillerie.
- Douglas Lane, vendeur dans la même joaillerie.
- Greta Waring, propriétaire de la joaillerie.
- Martin Grossman, richissime homme d'affaires.
- Tom Walker, son secrétaire.
- Benny Lammont, son homme de main.
- Le district attorney Lederson.
- Son adjoint Bryan.
- Dick Simpson, directeur d'une agence de détectives privés.
- Le juge Gilbert.

## Édition
- Série noire no 590, 1960,  (ISBN 2070475905). Réédition : Carré noir no 59 (1972),  (ISBN 2070430596).

## Autour du livre
Page 107, Al Wheeler se rappelle "une nuit passablement dénudée sur un mont chauve". C'est une allusion au roman antérieur Du soleil pour les caves.